# Автошлях Т 0116
Автошля́х Т 0116 — автомобільний шлях територіального значення в Автономній Республіці Крим. Пролягає територією Бахчисарайського району через Новопавлівку — Научний. Загальна довжина — 14 км.

## Маршрут
Автошлях проходить через такі населені пункти:
| Автошлях Т 0116           |     |
| Автономна Республіка Крим |     |
| Бахчисарайський район     |     |
| Новопавлівка              | Н06 |
| Скалисте                  |     |
| Трудолюбівка              |     |
| Прохладне                 |     |
| Научний                   |     |